# Gaston Alibert
Gaston Jules Louis Antoine Alibert (Párizs 9. kerülete, 1878. február 22. – Párizs 9. kerülete, 1917. december 26.) olimpiai bajnok francia párbajtőrvívó.